# 막 수송
막 수송(膜輸送, 영어: membrane transport)은 세포생물학에서 단백질을 포함하고 있는 지질 이중층인 생체막을 통해 이온 및 작은 분자와 같은 용질의 이동을 조절하는 메커니즘들을 지칭한다. 막을 통한 물질의 이동을 조절하는 것은 생체막의 특징인 선택적 막 투과성에 기인하며 화학적 성질이 뚜렷한 물질들을 분리할 수 있게 한다. 즉, 특정 물질들은 막을 투과할 수 있지만 다른 물질들은 막을 투과하지 못한다.

## 같이 보기
- 막 수송 단백질